# 古城街道

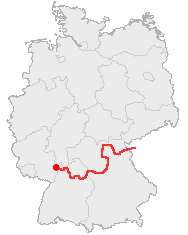
古城街道のルート・マップ（ドイツ内）

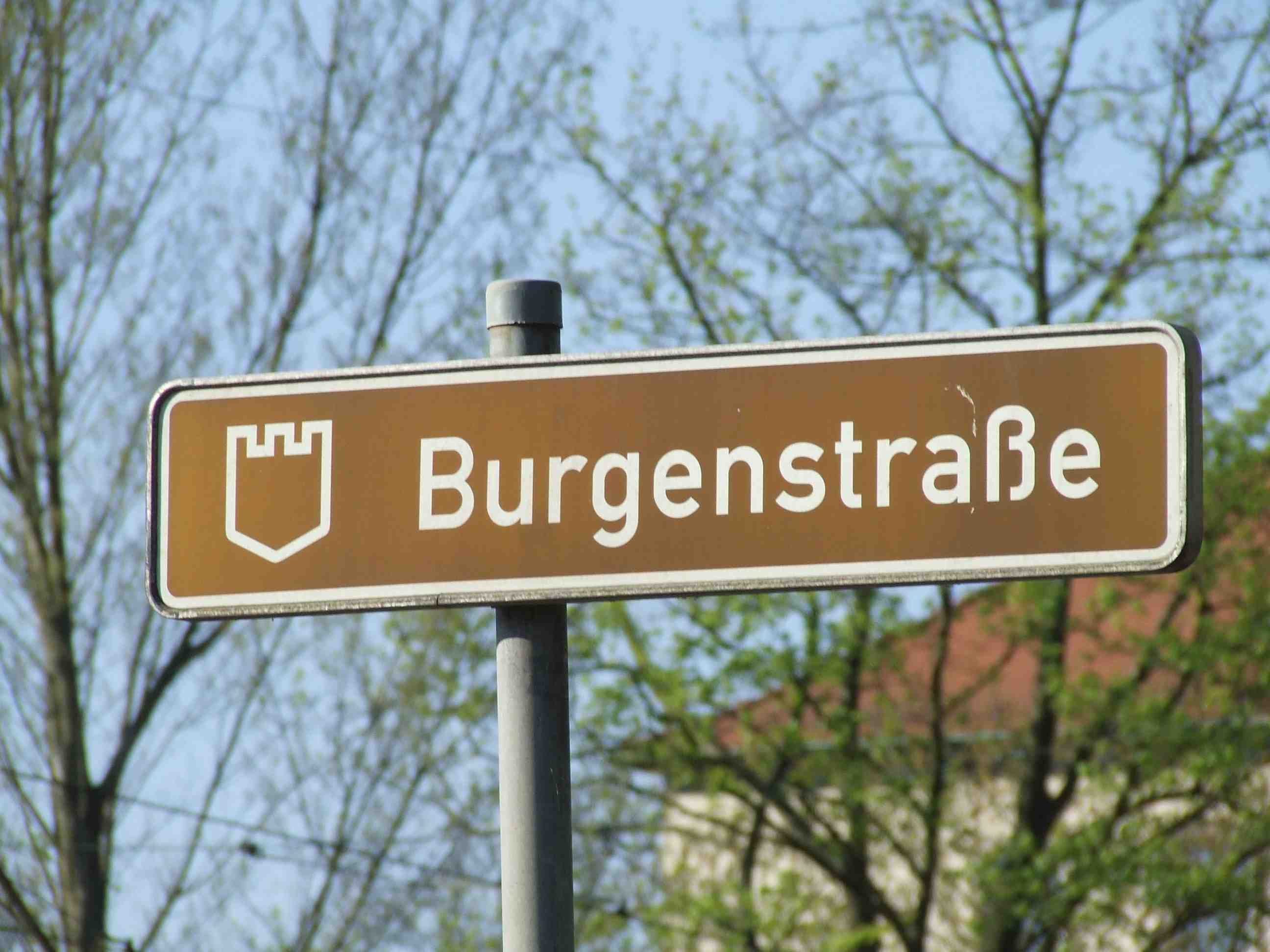
古城街道を示す標識

古城街道 (Burgenstraße)は、マンハイムからチェコのプラハまでを結ぶ全長1000kmに及ぶドイツ観光街道の一つである。1954年にドイツ観光局に登録された際は、マンハイムからニュルンベルクまでのネッカー渓谷沿いの約300kmの街道であったが、1994年にバイエルン州北部を経由してプラハに至るまで延長された。
ネッカー渓谷は12世紀から13世紀にかけて神聖ローマ帝国の皇帝を輩出したシュタウフェン家の本拠地で数多くの古城がひしめいている地として知られている。これらの城館の中には、現在ホテルやレストランとして営業しているものも多くあり、こうした古城ホテルに宿泊しながら旅をするのも人気のプランとなっている。
チェコでは温泉保養地として名高いマリャーンスケー・ターズニェをはじめとする『ボヘミアの温泉三角地帯』を通り、プラハに至る。
じつは中世の城（15世紀までに建設されたいわゆる古城）は古城街道がもともと設定されたネッカー渓谷に集中しており、古城街道のそれ以外の地域では16世紀のルネサンス期より後の近世に建設された比較的新しい宮殿が大半である。そもそも"Burgenstraße"の和訳として「古城街道」は不正確であり正しくは「城街道（砦街道）」であるから、ドイツやチェコの側が商業的な意図で「中世の古城」という謳い文句を用いてわざと観光客の誤解を招いているというわけではない。誤解が発生したとしてもそれはあくまで和訳した日本側の問題である。

## 行程（主な観光地）

### ドイツ

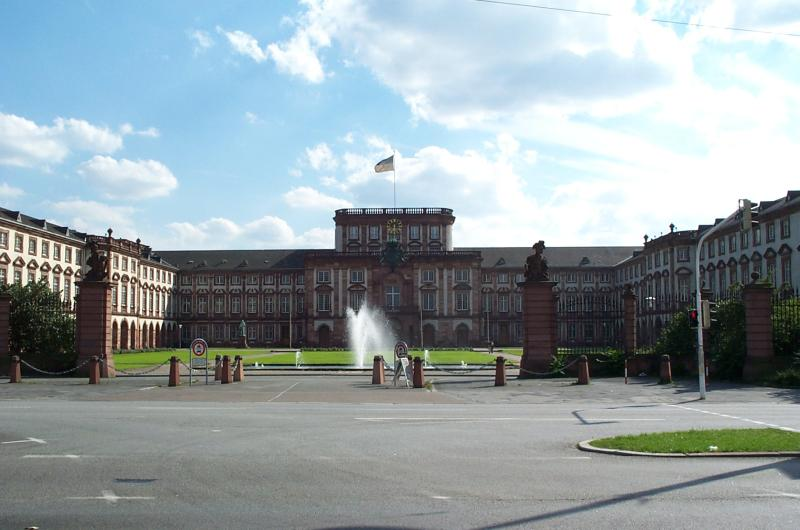
マンハイム宮殿

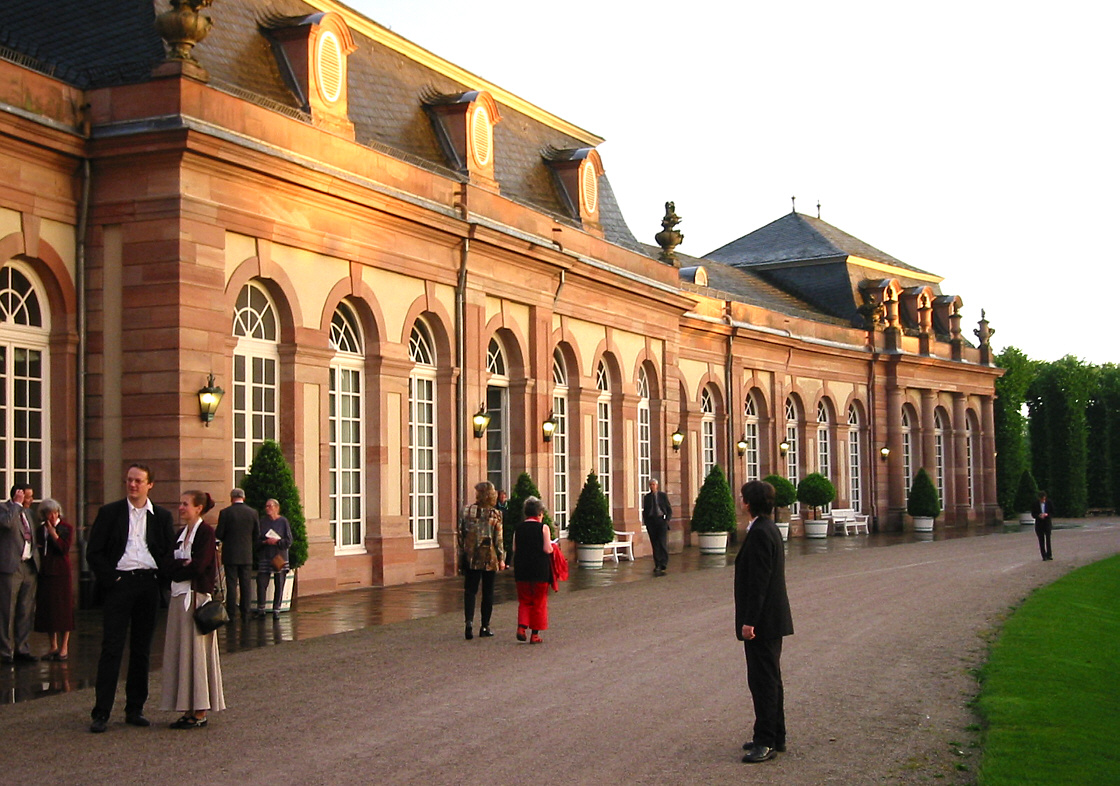
音楽祭にシュヴェツィンゲン城を訪れた人々

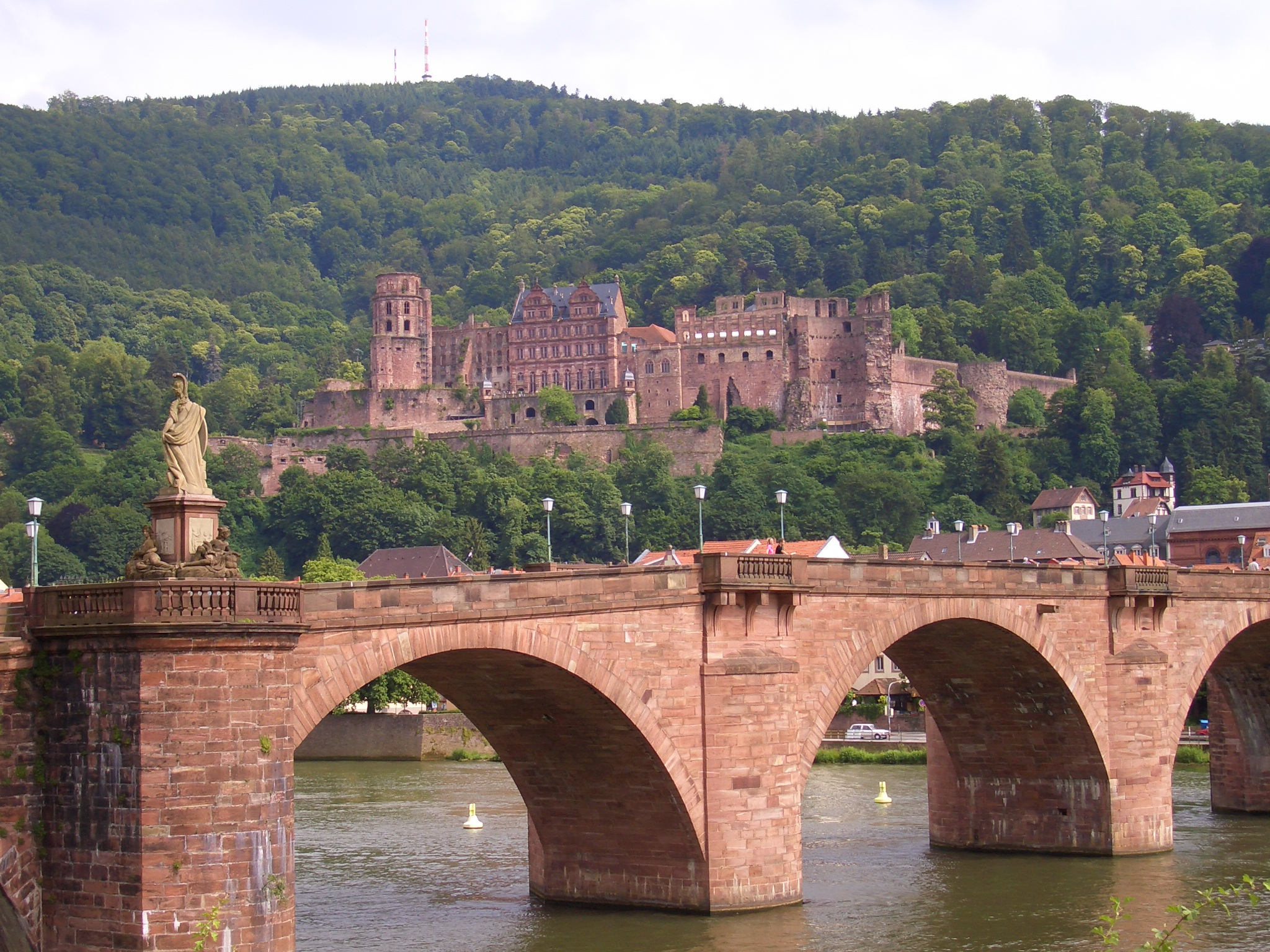
ハイデルベルク城

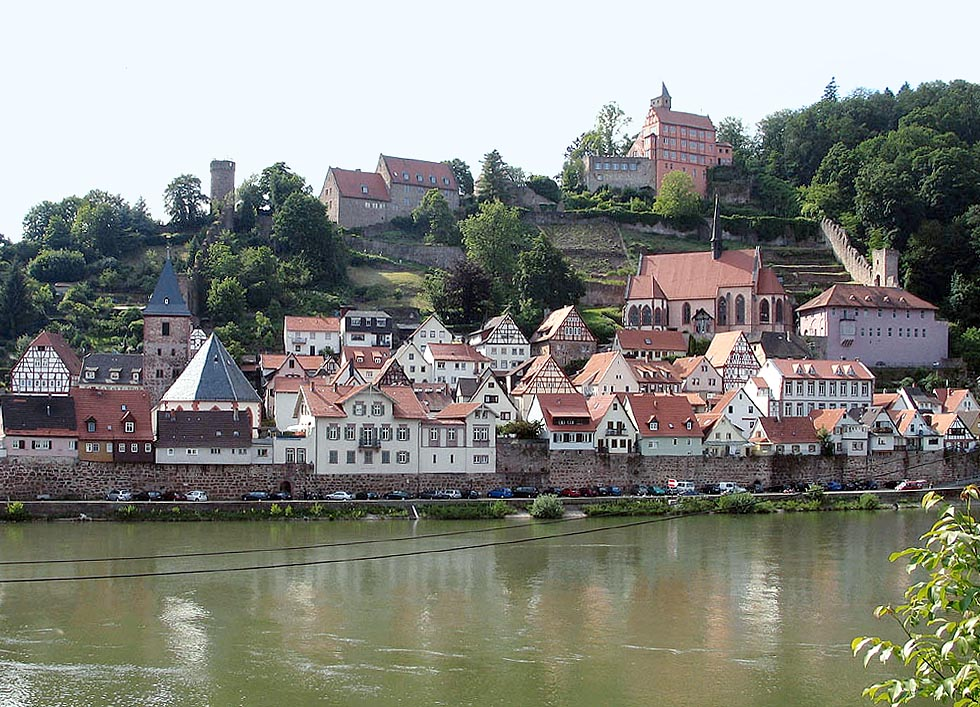
古城ホテルの町ヒルシュホルン

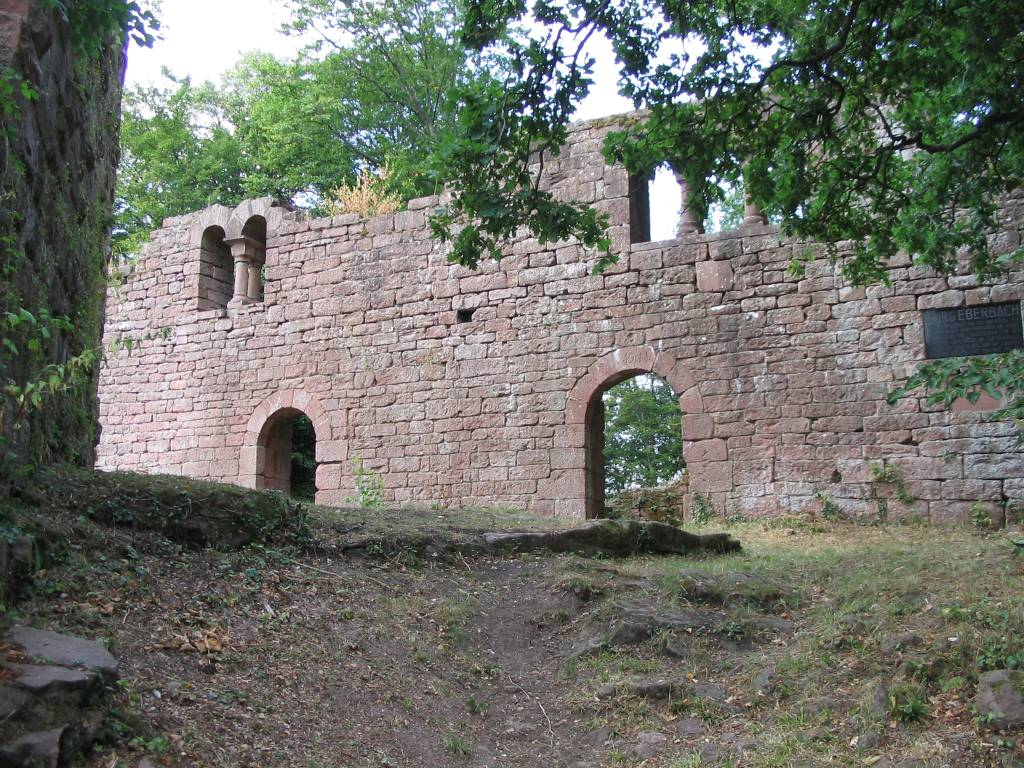
エーバーバッハ城の城壁跡

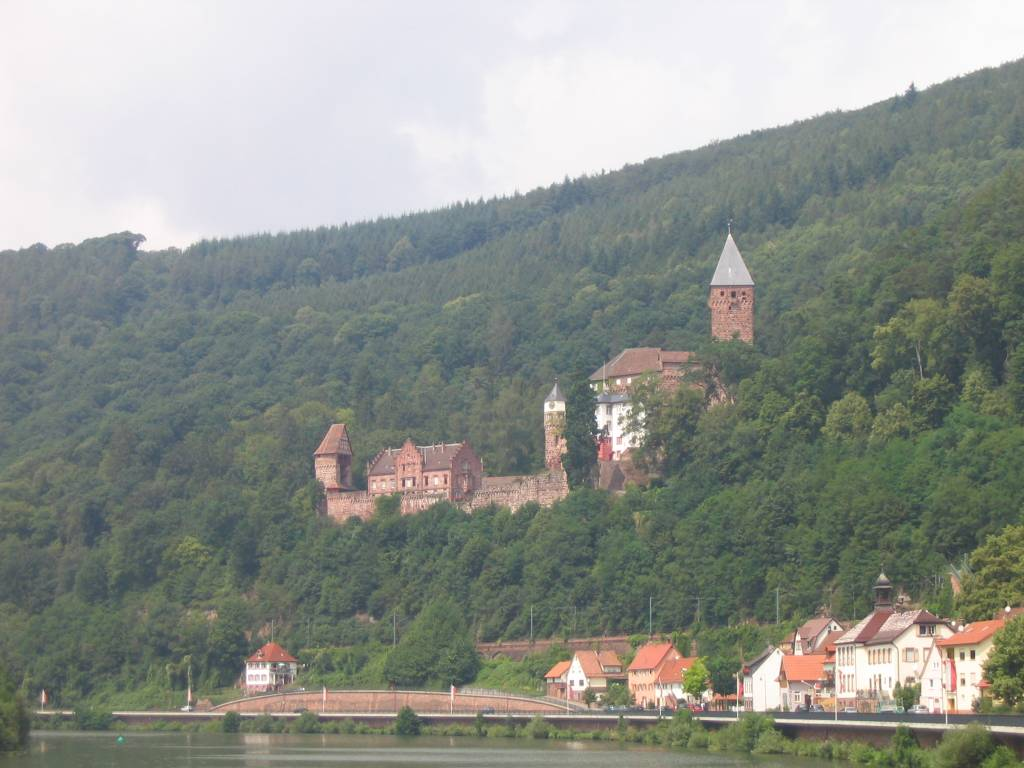
ネッカー川沿いに建つツヴィンゲンベルク城

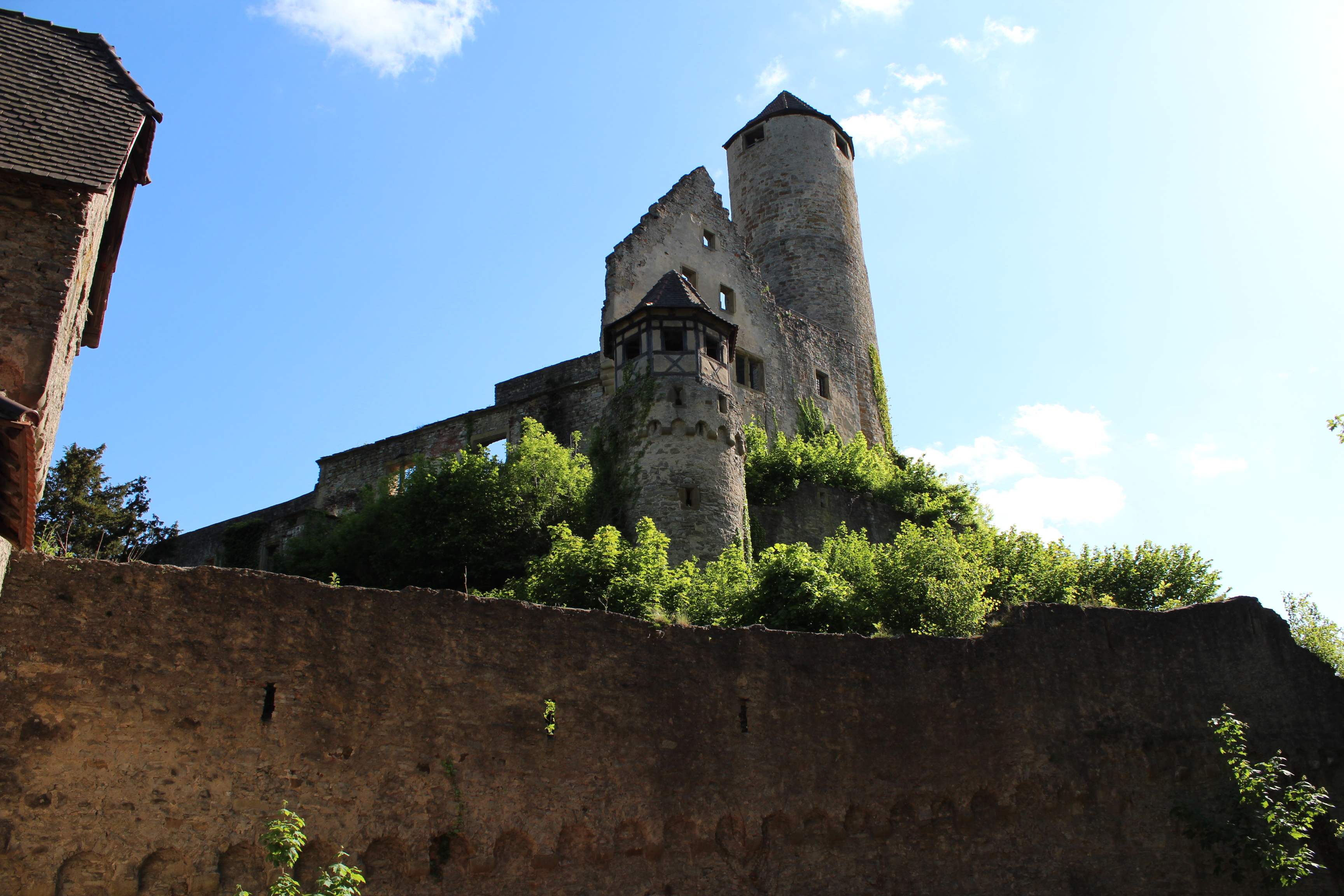
ホルンベルグ城

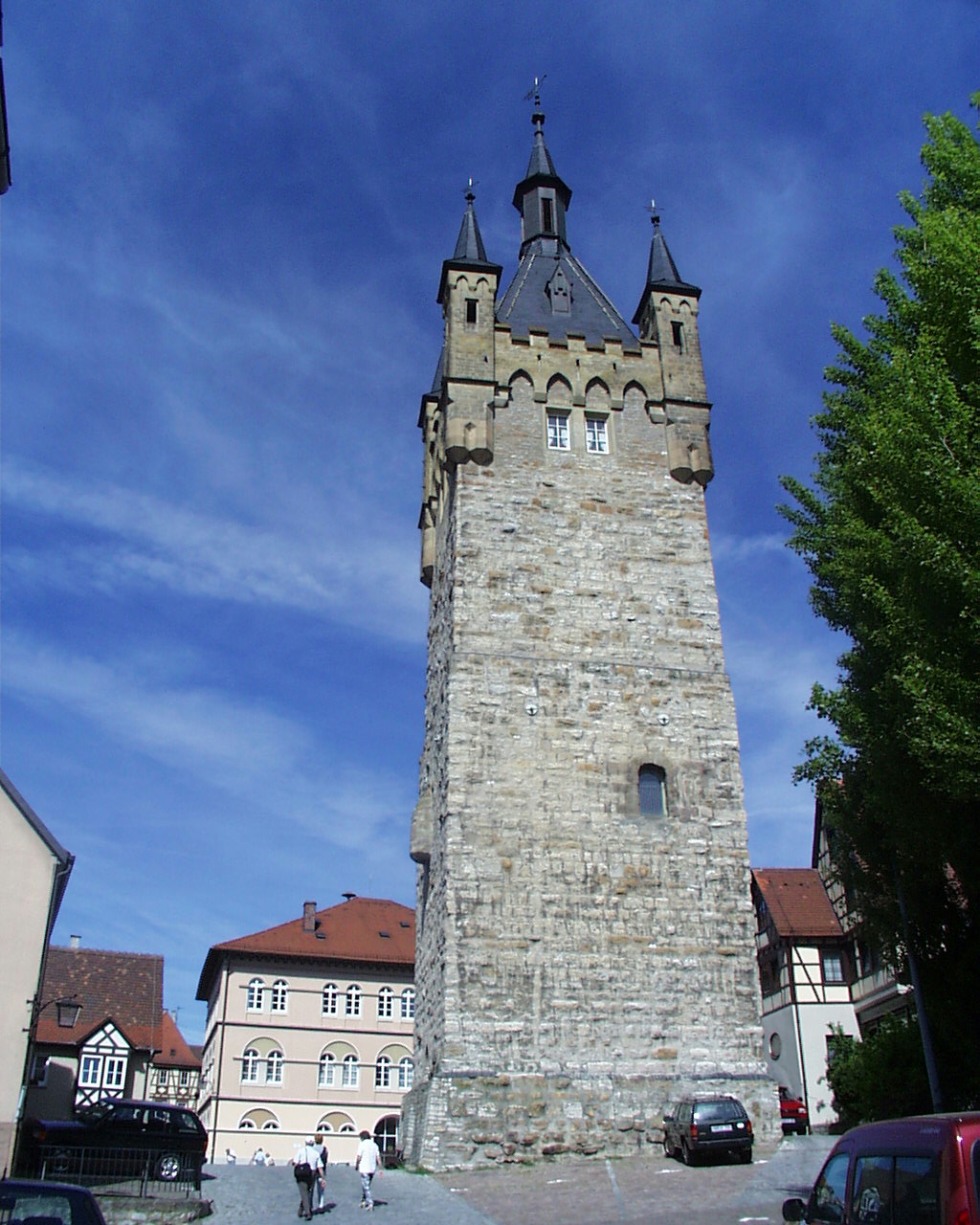
バート・ヴィンプフェンの青の塔

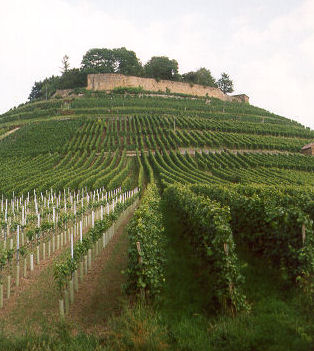
ブドウ畑の丘の上にあるヴァイバートロイ城趾

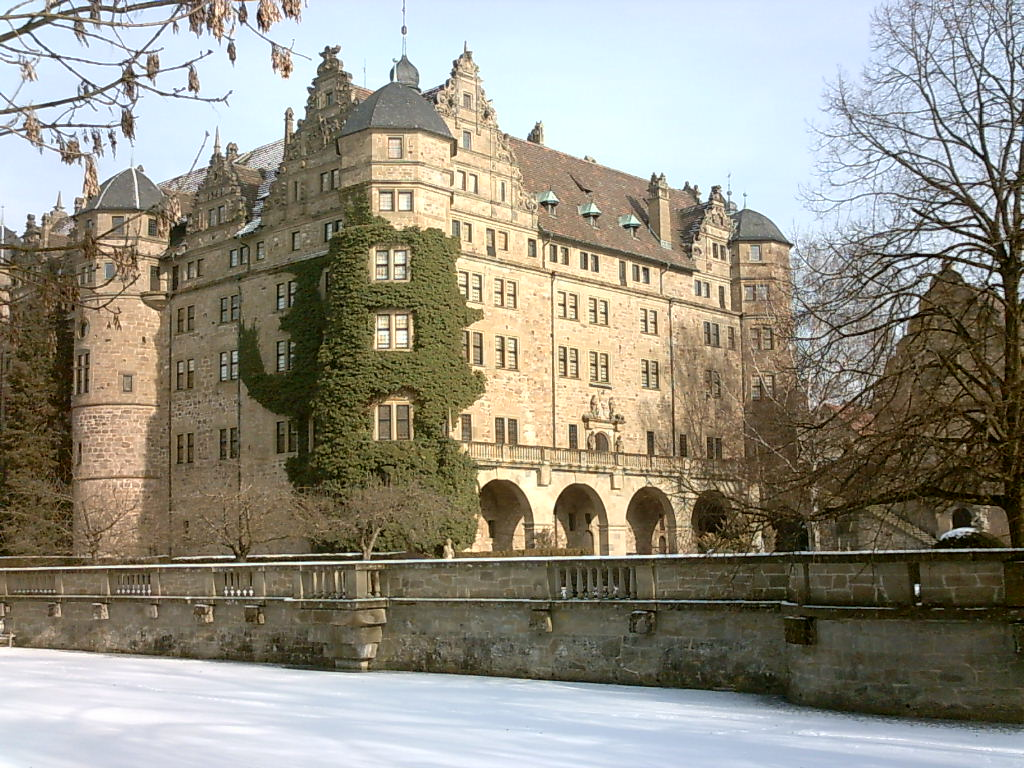
ノイエンシュタイン城

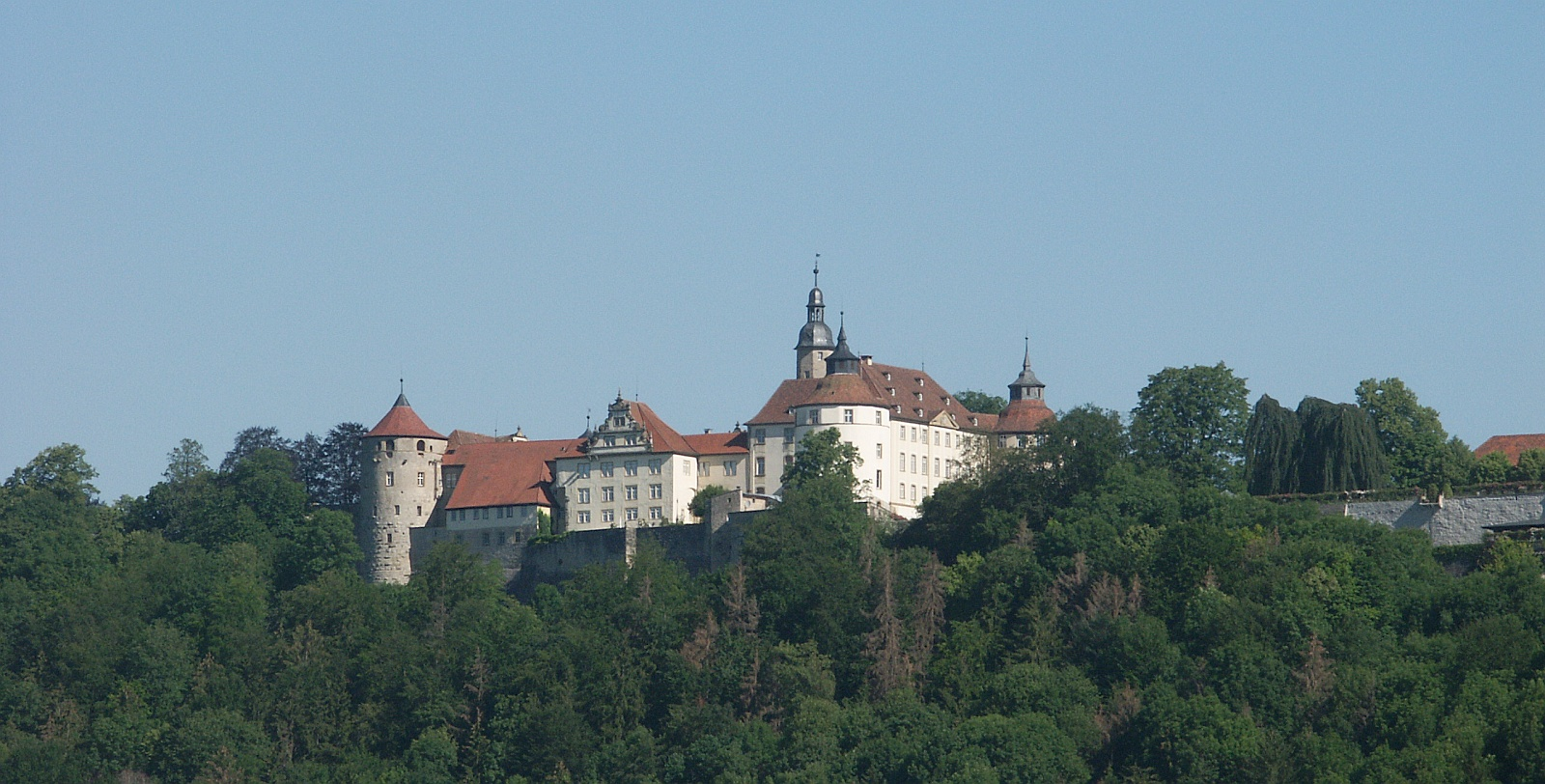
ランゲンブルク城

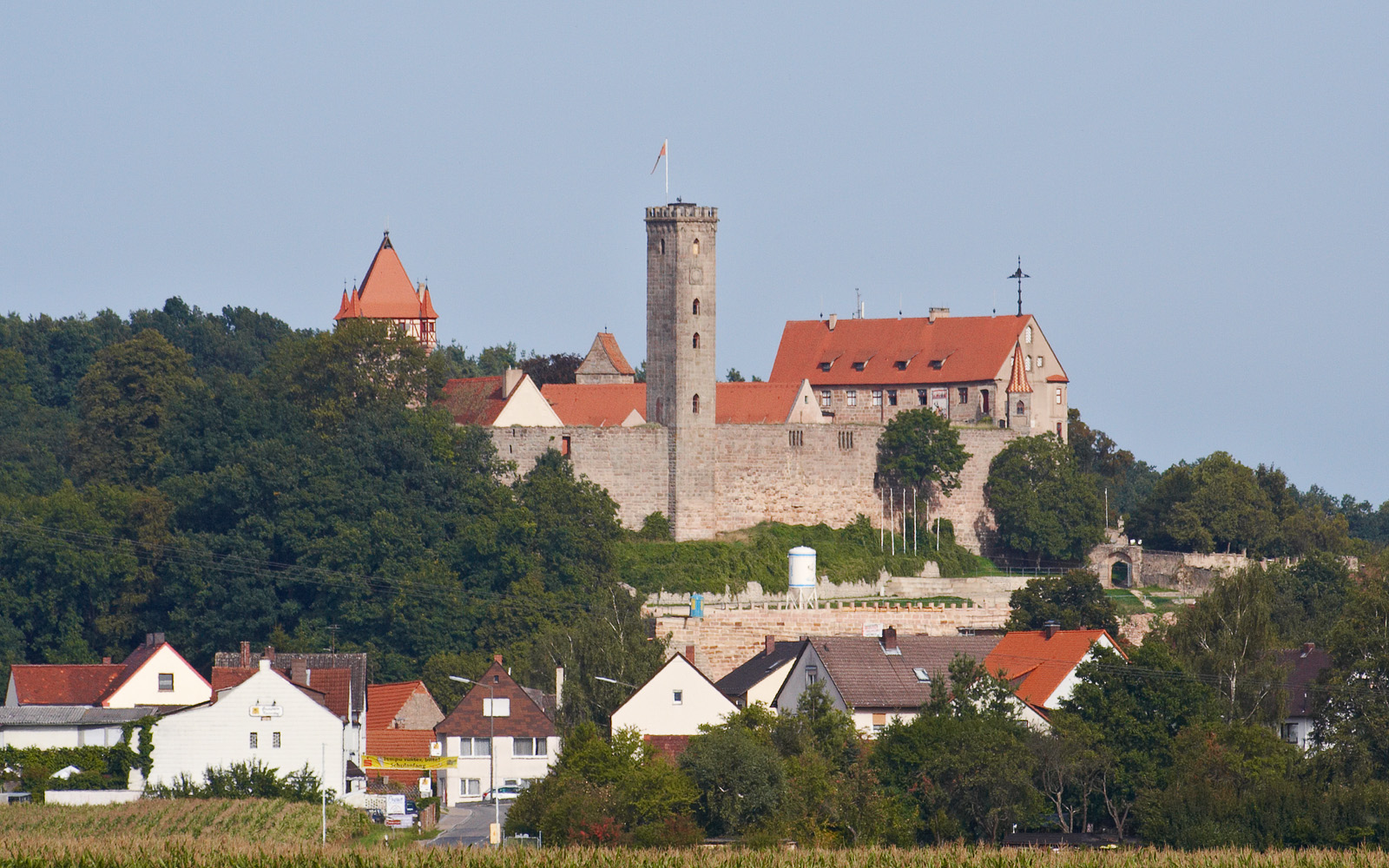
アーベンベルク城

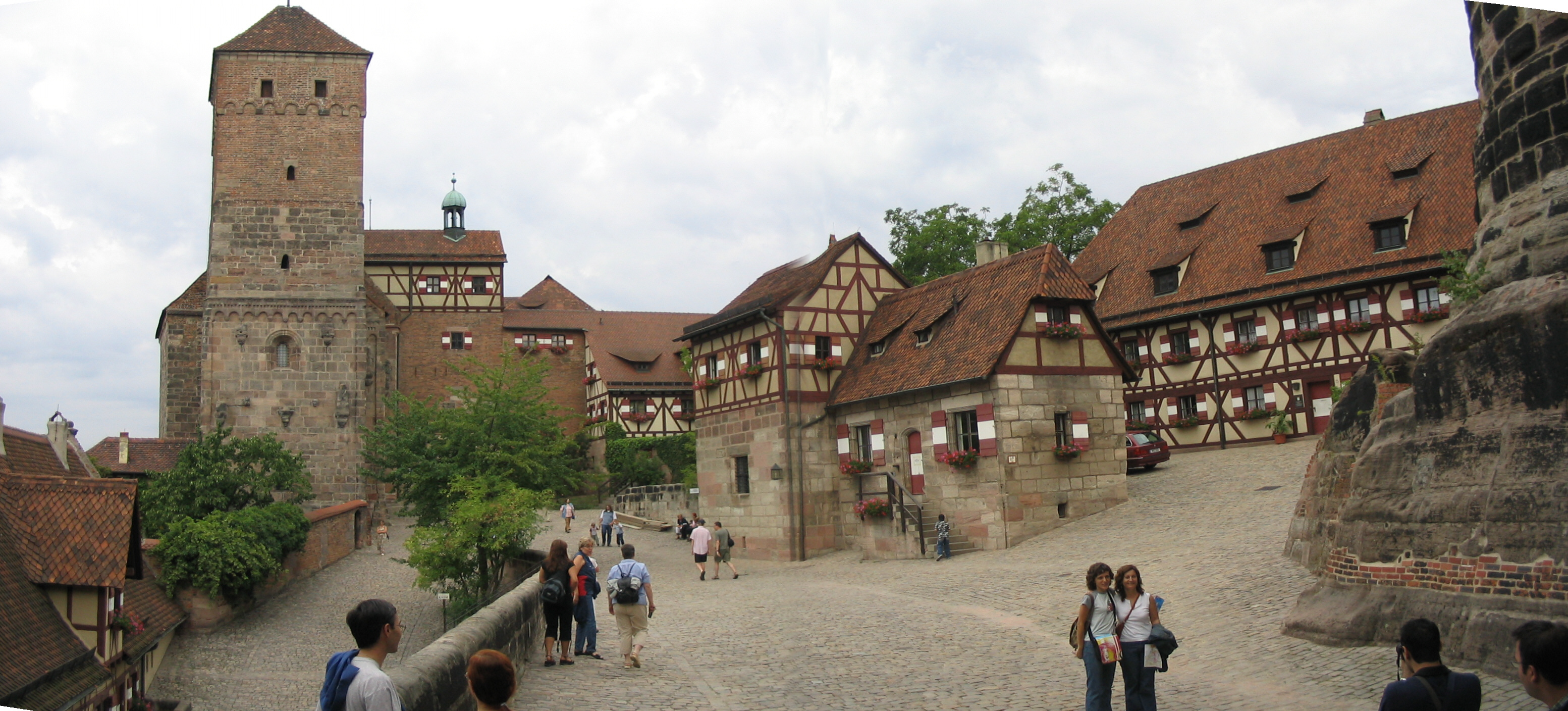
ニュルンベルク城

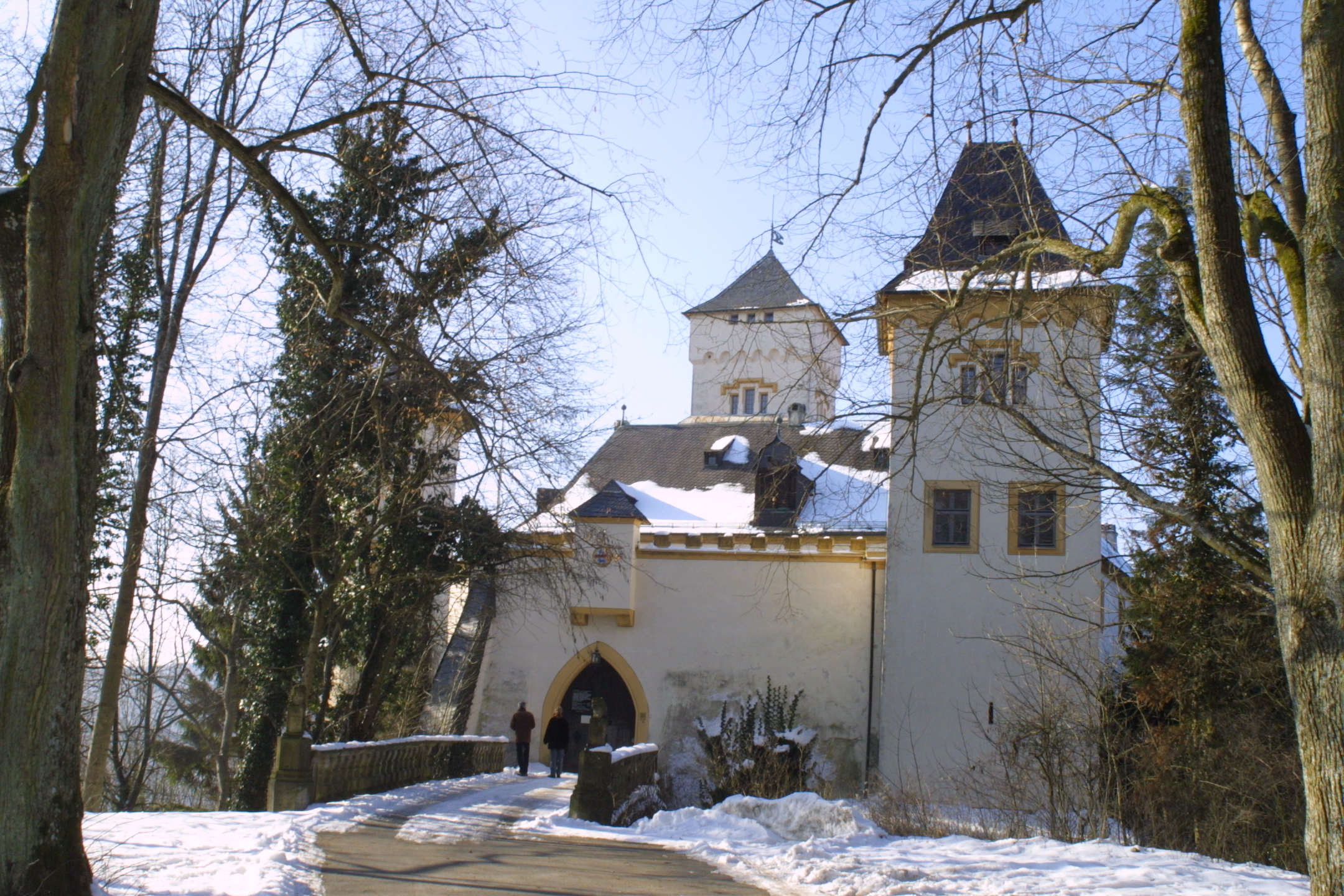
グライフェンシュタイン城

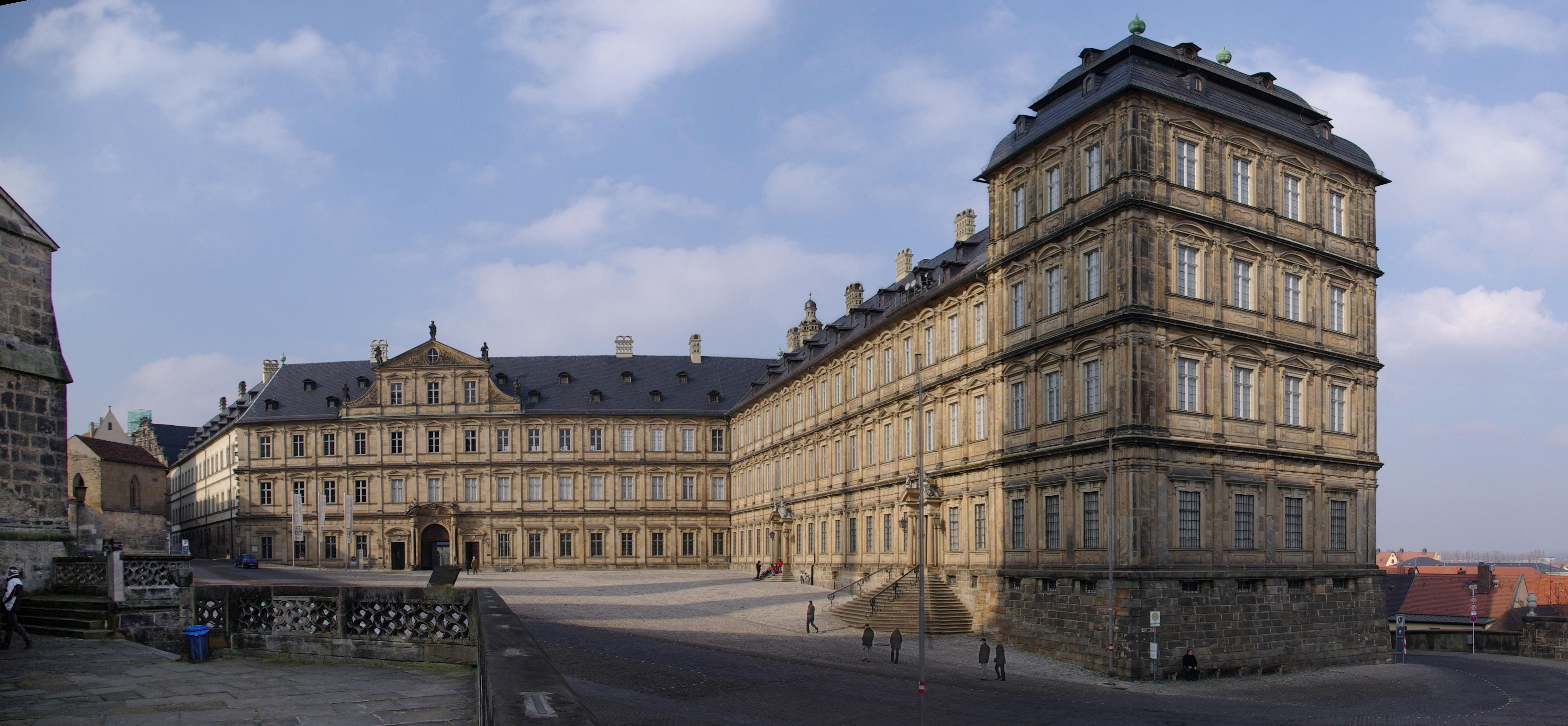
バンベルクのノイエ・レジデンツ

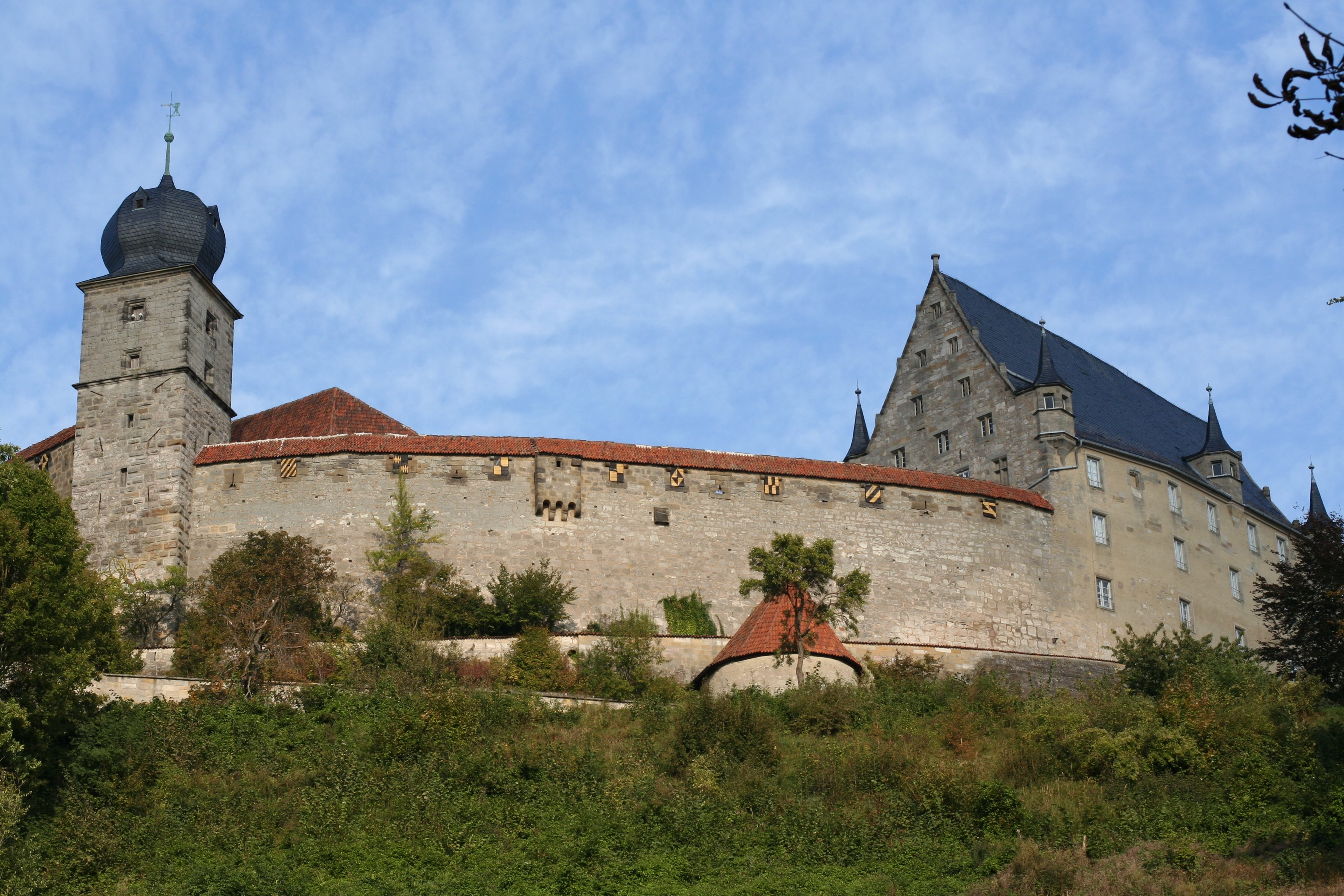
コーブルクのフェステ

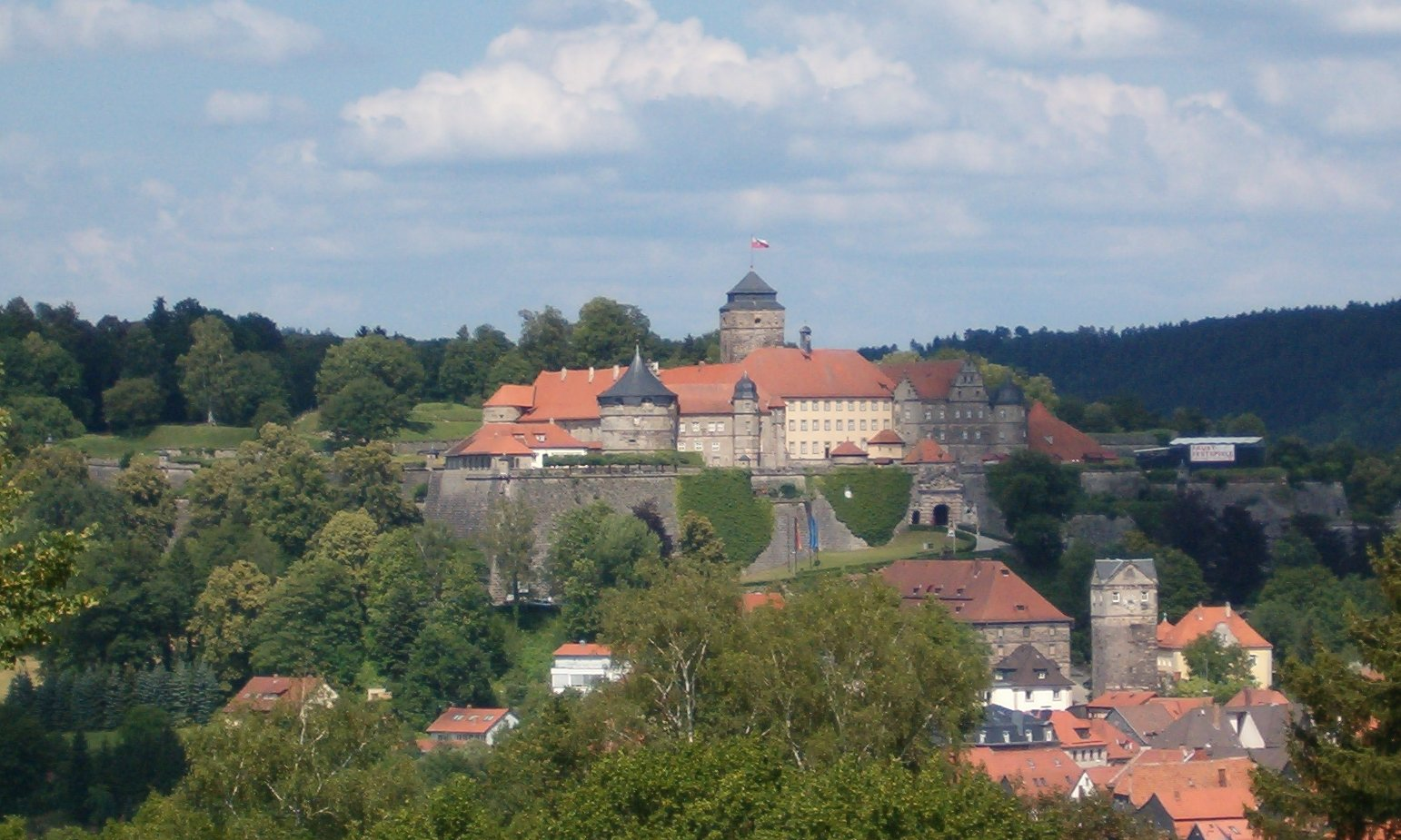
クローナハのローゼンベルク要塞

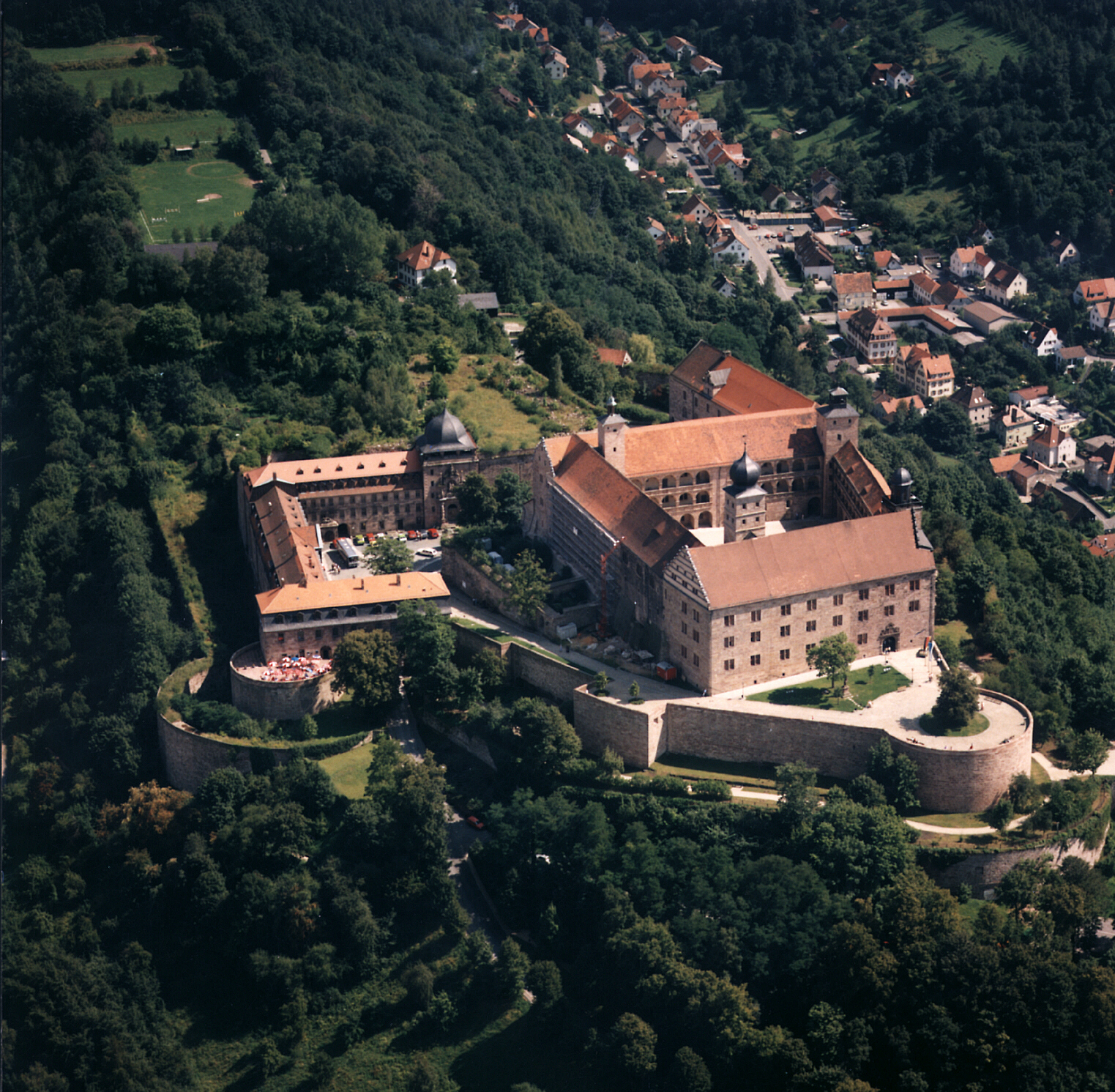
クルムバッハのプラッセンブルク城

マンハイム (Mannheim)
18世紀にライン宮中伯（ファルツ選帝侯）の宮廷が置かれて以来繁栄した街。1889年に建てられた水道塔が街のシンボルである。マンハイム宮殿は450mにおよぶ回廊を持つドイツ最大のバロック宮殿であったが、第二次世界大戦で破壊され、外観は修復されたものの、内部まで復元されたのはごく一部にすぎない。
コモンズにマンハイムのページがあります。
シュヴェツィンゲン (Schwetzingen)
シュヴェツィンゲン音楽祭で知られており、この音楽祭ではシュヴェツィンゲン城内の劇場も演奏会の会場として使われる。
コモンズにシュヴェツィンゲン城のページがあります。
ハイデルベルク (Heidelberg)
ハイデルベルク城は小高い丘の斜面にネッカー川を見下ろすように造られている。この城は10世紀から11世紀頃に建造され、最初ヴォルムスの司教の城館であったが、1225年にファルツ伯ルートヴィヒ1世が買い取り、14世紀から17世紀前半の長い年月の間繰り返し改修されてきた。このため、ゴシック、ルネッサンス、初期バロックなど多彩な建築様式を見ることができる。17世紀にはいると三十年戦争、ファルツ継承戦争の2度にわたって大規模に破壊された。カール・フィリップ選帝侯は一部修復に取りかかったが、結局それを放棄し、マンハイムに宮廷を移した。
ハイデルベルクはまた、ドイツ最古の大学の街として、さらには小説『アルト・ハイデルベルク』の舞台としても知られており、学生牢をはじめ大学関係の名所も多く観光客の郷愁を誘っている。
コモンズにハイデルベルク城のページがあります。
ネッカーゲミュント (Neckargemünd)
小山の頂に築かれた砦の町ディルスベルクで知られる。町への唯一の入り口である城門から続く防御壁はマントを広げたような形になっており、「マントの壁」と呼ばれている。
ネッカーシュタイナハ (Neckarsteinach)
前述のディルスベルクとはネッカー川の対岸に当たるのがこの町。小さな町であるが、フォアデアベルク、ミッテルブルク、ヒンターブルク、シャーデックと、4つの城趾を持つ町である。
ヒルシュホルン (Hirschhorn)
小高い丘に築かれた城から城壁がネッカー川河畔の町まで続いている。13世紀に建てられた古い城だが、16世紀に本館は建て直され、現在は古城ホテルとして営業している。
エーバーバッハ (Eberbach)
古城趾には古い城壁の一部が残っている。
ツヴィンゲンベルク (Zwingenberg)
ネッカー川沿いに建つ美しい古城だが、現在でもバーデン大公の私邸であるため公開はされていない。街の名はツヴィンゲンベルクだが、城は「ツヴィンゲンベルク城」とも「ツヴィンゲンブルク城」とも呼ばれる。
城の背後は「狼の谷」と呼ばれる深い谷で、ウェーバーはここで歌劇『魔弾の射手』のインスピレーションを得たと言われる。これを記念して城では毎年シュロス・コンサートが開催されている。
ネッカーゲラハ (Neckargerach)
ミンネブルク城。
オーブリヒハイム (Obrigheim)
ノイブルク城。
モースバッハ (Mosbach)
古城は遺されていないが、木組み建築に囲まれたマルクト広場はじめ、美しい旧市街が魅力で、ドイツ木組みの家街道のルートでもある。
ネッカーツィンメルン (Neckarzimmern)
ブドウ畑の丘の上に、ゲーテの戯曲『ゲッツ・フォン・ベルリヒンゲン』で知られる鉄腕ゲッツの城、ホルンベルク城がそびえる。この丘の上の古城趾は一部博物館となっている他は廃墟だが、そのすぐ下に近世になって建てられたゲミンゲン男爵の館はレストラン兼ホテルとして営業しており、人気の古城ホテルとなっている。
ハスマースハイム (Haßmersheim)
12世紀に作られたグッテンベルク城は鷹の飼育と公開飛行で知られるが、城自体も12世紀の建造後、一度も破壊されたことがない堅牢な名城である。現在はゲミンゲン男爵の私邸で、別棟でレストランを経営している。
グンデルスハイム (Gundelsheim)
グッテンベルク城の対岸。ネッカー川沿いにホーネック城が建つ。20世紀半ばまでドイツ騎士団の城であったが、現在はドイツ騎士団が開墾したルーマニアのズィーベンビュルゲン救済協会の所有で同名の地方から帰還した人々の老人ホームとなっており、ルーマニア郷土資料館が併設されている。
バート・ラッペナウ (Bad Rappenau)
バートラッペナウの水城。
バート・ヴィンプフェン (Bad Wimpfen)
シュタウフェン家の皇帝フリードリッヒ・バルバロッサが愛し、居城の一つに定めた「皇帝の城」を持つ街である。街は城を中心とする山上 (am Berg) と修道院を中心とした谷間 (im Tal) に分かれて発展した。古城址には「青の塔」、「赤の塔」、「ニュルンベルクの小塔」が遺され威容を誇る。また廃墟となった広間のアーチはドイツ・ロマネスク様式の最高傑作と讃えられる。
この街はドイツで最もシルエットの美しい街とも言われている。
コモンズにバート・ヴィンプフェンのページがあります。
ハイルブロン (Heilbronn)
ハイルブロンは周辺のワインの集散地であり、煉瓦造りの重厚な市庁舎や教会堂、街の名の由来にもなった「聖なる泉」などが観光名所となっている。
コモンズにハイルブロンのページがあります。
ヴァインスベルク (Weinsberg)
その名の通りブドウ畑が広がる真ん中の丘にヴァイバートロイ城趾が遺されている。
コモンズにヴァイバートロイ城趾のページがあります。
ヤクストハウゼン (Jagsthausen)
ゲッツ・フォン・ベルリヒンゲンの生まれた城、ゲッツェンブルクが現在はホテルとなっている。この町では毎年、ゲッツを主人公としたゲーテの戯曲が演じられる。
エーリンゲン (Öhringen)
エーリンゲン城。
ノイエンシュタイン (Neuenstein)
ノイエンシュタイン城は16世紀半ばに建てられた優美なルネサンス建築である。ガイドツアーで城内を見学できるようになっている。
コモンズにノイエンシュタインのページがあります。
ヴァルデンブルク (Waldenburg)
ヴァルデンブルクの街は丘の上に赤い屋根の家が整然と並ぶ美しい小さな町。ヴァルデンブルク城がある。

シュヴェービッシュ・ハル (Schwäbisch Hall)
古くから食塩の産地として繁栄し、第二次世界大戦の戦禍を逃れたため、現在も古い町並みが大変よく保存されている。街はネッカー川の支流コッハー川の両岸斜面に築かれ、木組み住宅が階段状に美しく並ぶ。街のシンボルは聖ミヒャエル聖堂とかつては武器庫だったという巨大な祝祭ホール「ノイバウ」。いずれも重厚な構えをみせており、かつての繁栄を偲ばせる。グロスコムブルク城。
コモンズにシュヴェービッシュ・ハルのページがあります。
キルヒベルク・アン・デア・ヤクスト (Kirchberg an der Jagst)
キルヒベルク城。
ランゲンブルク (Langenburg)
ランゲンブルク城。

ローテンブルク (Rothenburg ob der Tauber)
古城街道は、この「活きている中世都市」でロマンティック街道と交差する。この街のブルク門の西側にかつては城があり、フリードリッヒ・バルバロッサの居城の一つであったが、現在では礼拝堂以外何も残されておらず、ブルクガルテンと呼ばれている緑地になっている。町並みは中世さながらに遺され、どの一部を切り取っても一幅の絵画となる美しい街である。
コモンズにローテンブルクのカテゴリがあります。
アンスバッハ (Ansbach)
ブランデンブルク＝アンスバッハ辺境伯のレジデンツやオランジェリが遺されている。
ロマンティック・フランケン
この後古城街道は、フランケン地方のなだらかな平野を抜けてゆく。この付近を特にロマンティック・フランケンと称している。コルムベルク城やヴォルフラムス＝エッシェンバッハ城など多くの城が遺されている。コムベルク城は、19世紀末にはフランツ・シーボルトの息子アレクサンダー・シーボルトが所有していたこともある城で、現在は古城ホテルとなっている。
アーベンベルク (Abenberg)
アーベンベルク城。
ロート (Roth)
ラーティボル城
ニュルンベルク (Nürnberg)
ニュルンベルク城は、「皇帝の城」カイザーブルクと呼ばれ、良好な状態で保存されている。他にも聖ロレンツ教会、ドイツ最古のからくり時計（1509年）を持つ聖母教会などが観光名所となっている。
ニュルンベルクはまた、祝祭行事の多い街でもあり、中世の様子を再現した祭りなども行われている。
コモンズにニュルンベルク城のページがあります。
フレンキシェ・シュヴァイツ (Fränkische Schweiz)
ニュルンベルクからバイロイトにかけて広がる緑の美しい高原地帯を、フランケン地方のスイス（フレンキッシェ・シュヴァイツ）と呼ぶ。多くの丘陵が連なる牧歌的な風景が広がり、小さな町が点在している。こうした丘陵地にはカルスト地形特有の切り立った崖が多く見られ、ロッククライミングの名所となっている。
ゲスヴァインシュタインには、ヴュルツブルクのレジデンツの建築家として有名なバルタザール・ノイマンによるバジリカ教会があることで有名である。また、丘の上の古城は、ワーグナーがパルジファルの聖杯城をイメージしたと言われる城で、この城を正面に見ることができる高台は「ワーグナーの丘」と名付けられている。
この地方には、ゲスヴァインシュタイン城の他にも多くの城や城趾が遺されているが、中でもグライフェンシュタイン城は、シュタウフェンベルク家の居城として優美な姿を見せている。
19世紀には多くの文人や芸術家に愛され、「ドイツ魂の隠れ家」とも呼ばれた。
コモンズにフレンキシェ・シュヴァイツのページがあります。
バンベルク (Bamberg)
レグニッツ川を挟んで左岸に大聖堂や司教館を中心とした宗教都市と、右岸に商工業都市として発展した町とが融合してできあがったため、この街の旧市庁舎は川の中に丸太で基礎を打ち込んで造られ、その建物の真中を橋が貫通しているという珍しい構造になっている。またレグニッツ川に面して民家が建ち並ぶ一帯は「小ヴェネツィア」とも呼ばれる。17世紀に建設された司教の館ノイエ・レジデンツは宮殿と呼ぶに遜色ない豪奢なバロック建築である。このほかにアルテンブルクとよばれる山城も遺されている。バンベルクの旧市街はユネスコ世界遺産に登録されている。
コモンズにバンベルクのページがあります。
コーブルク (Coburg)
英国のヴィクトリア女王の夫君アルバート公の故地であり、その後もイギリス王室と縁があった。そのためか第二次世界大戦でも戦禍を被ることなく、ネオ・バロック様式の古い家並みがよく保存されている。城址は、山上のフェステ（要塞）、エーレンブルク城、夏の離宮となったカレンベルク城と大きなものだけでも3つが遺されている。この地は旧西ドイツの東端にあたる。第一次大戦後、テューリンゲン州に入るか、バイエルン州に入るかを住民投票で決めたところバイエルン州に属することになり、それが東西ドイツの分かれ目となった。このため、交通の便は必ずしも良いとは言えず、豊富な観光資源を持つにもかかわらず、観光化が遅れていた。統一後の交通網の整備が進むに連れ、観光地としての価値が再評価されつつある。
コモンズにコーブルクのカテゴリがあります。
リヒテンフェルス (Lichtenfels)
リヒテンフェルス城
コモンズにリヒテンフェルスのページがあります。
クローナハ (Kronach)
10世紀末に建設されたフェストゥンク・ローゼンベルク（ローゼンベルク要塞）という中世の要塞としては、ドイツ最大、ヨーロッパでも屈指の巨大な要塞が遺されている。中世期のこの町は、北のプロテスタント勢力に対する、カトリックのバンベルク司教区の最前線にあたった。このため激しい戦闘が繰り返され、そのたびに拡充・強化が繰り返された結果、現在のような堅固な要塞となったものである。この町は、また、画家ルーカス・クラナッハの生誕地として知られており、ローゼンベルク要塞の一角には彼のギャラリーが設けられている。
コモンズにクローナハのページがあります。
クルムバッハ (Kulmbach)
丘の上に大きな城があり、現在では「錫の博物館」となっている。このプラッセンブルク城は12世紀に作られた城で、かつてはホーエンツォレルン家のブランデンブルク＝クルムバッハ辺境伯の宮廷が置かれていた。宮廷がバイロイトに移される17世紀初めまで、この町はその栄華を誇った。この街は元々錫取引で栄えた街であり、博物館には30万体の錫人形のコレクションがあるという。この錫人形を使って130種類のジオラマが作られており、見るものを圧倒する。
コモンズにクルムバッハのページがあります。

バイロイト (Bayreuth)　
17世紀初めクルムバッハにあったブランデンブルク＝クルムバッハ辺境伯の宮廷が移転し、この地に置かれたことから発展した街。特に18世紀中頃のフリードリヒ辺境伯の治世には、現在に遺る記念的建造物が建設された。新旧二つの宮殿や離宮の内装は、その特異性から「バイロイト・ロココ」様式とも呼ばれる。しかし、現在ではむしろ、バイロイト音楽祭で知られる祝祭劇場があるワーグナーの街として知られており、音楽祭期間中には多くの音楽愛好家が「バイロイト詣」にこの街を訪れる。
コモンズにバイロイトのページがあります。

### チェコ

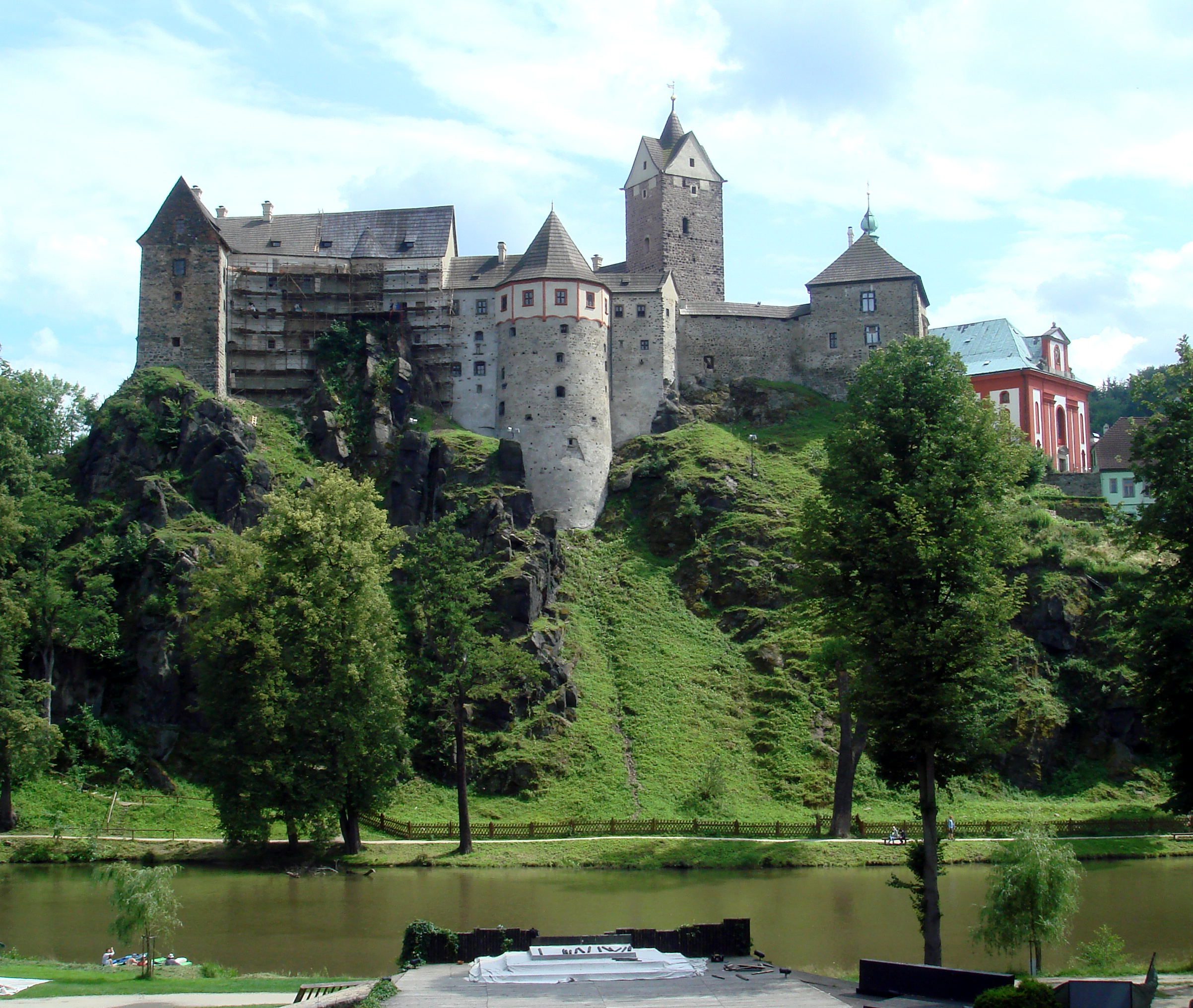
ロケット城

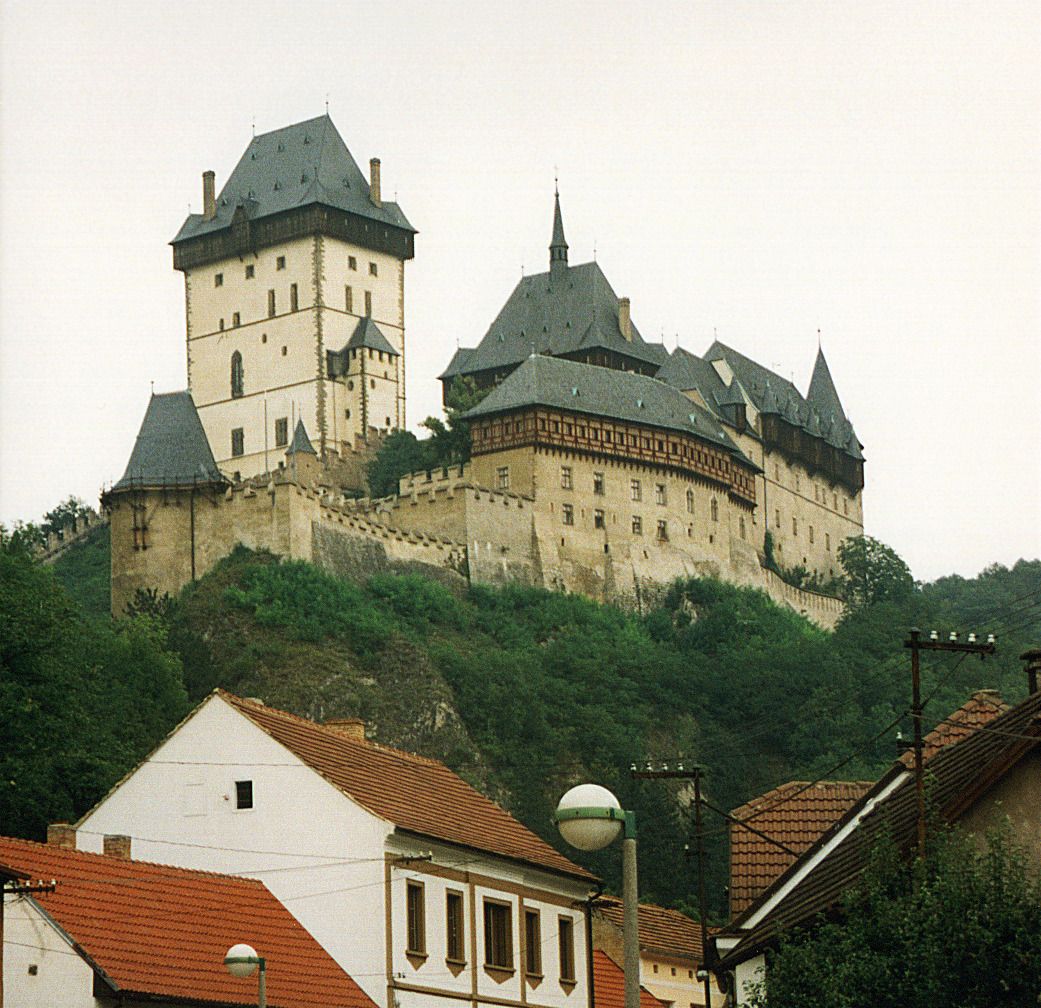
カレルシュテイン城

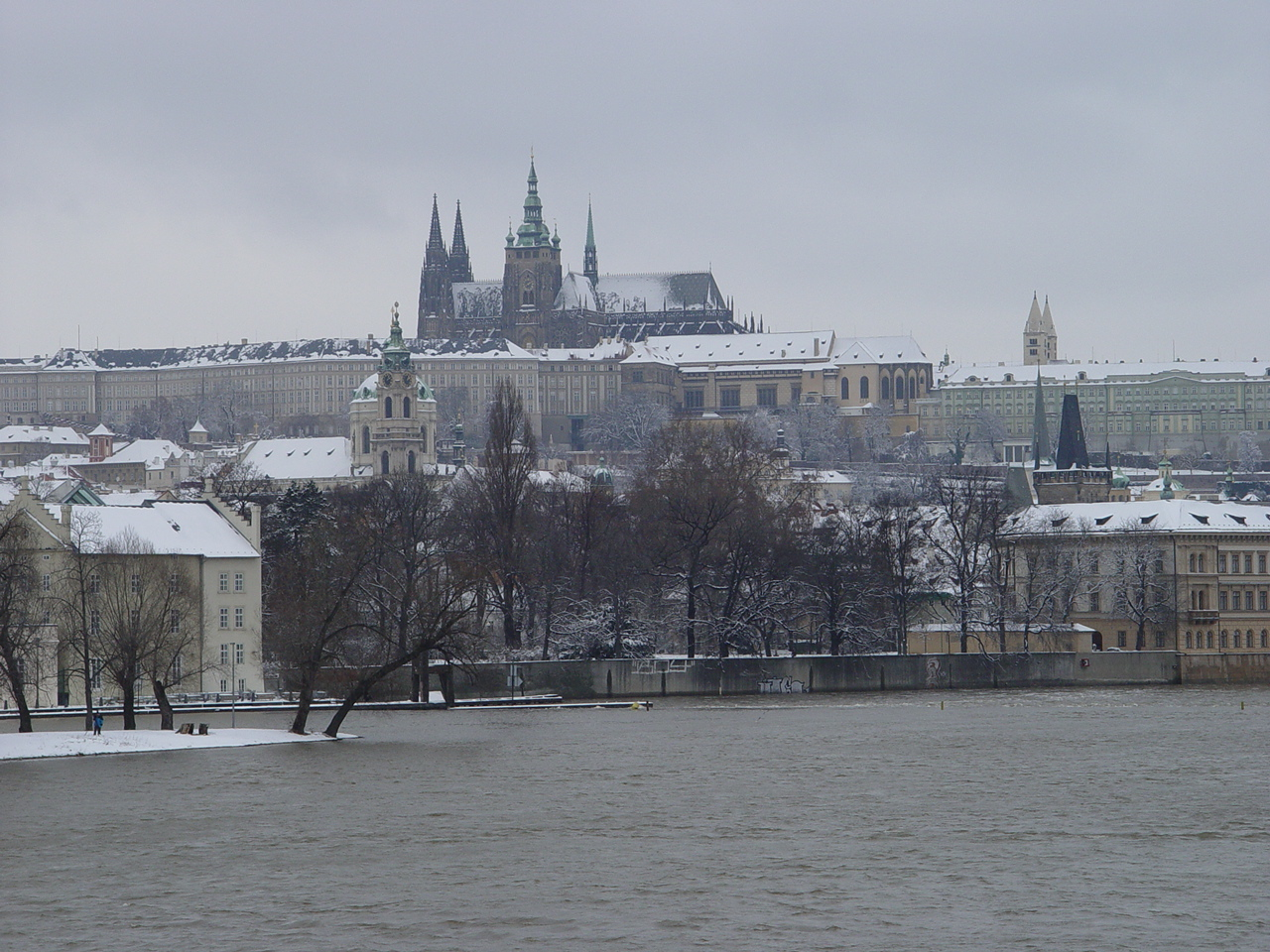
プラハ城

ヘプ (Cheb、独語はEger)
エーゲル城
ラーズニェ・キンズヴァルト (Lázně Kynžvart)
ケーニヒストヴァルト城
フランチェシュコヴィ・ラーズニェ (Františkovy Lázně)
チェコにはいると古城街道は『ボヘミアの温泉三角地帯』をめぐる。その最初がこの地で、地名は神聖ローマ帝国皇帝フランツ1世がこの地をよく訪れたことに由来する。18世紀末から温泉療養地として発展し、ゲーテやベートーヴェンらも長期滞在している。町中の建物の壁が黄色で統一されている。
カルロヴィ・ヴァリ (Karlovy Vary)
次の温泉地も神聖ローマ帝国皇帝にちなんだ名を持つ。カール4世が狩に来た時に傷ついた鹿が湯に入るのを見つけこの温泉が開かれたという故事にちなみ、「カールの温泉」の名が付けられた。温泉三角地帯の中でも最も古くから知られる温泉であり、ショパン、モーツァルト、シラー、マリア・テレジアなどこの地を訪れた著名人も多い。この温泉は飲用することで消化管機能の改善が図れるといわれている。
ロケット (Loket)
前項の温泉地カルロヴィ・ヴァリから日帰りできる位置に、オフジェ川の渓谷に抱かれるようにロケットの古城がある。13世紀に建造されたロマネスク様式の城で、温泉保養客がしばしば観光に訪れる。ゲーテもロケットを訪れ、ウルリカという娘に恋をしたが、娘の親の反対で別れている。

マリャーンスケー・ラーズニェ (Mariánské Lázně)
比較的新しい温泉療養地で19世紀になってから開かれた温泉である。19世紀末に建設された建造物が多く、温泉三角地帯の中でも豪奢な雰囲気を持つ。コロナーダの美しさは特に有名である。ワーグナー、ゴーリキー、マーク・トウェインらが訪れている。ゲーテはこの温泉三角地帯を格別に愛したようで、三つのいずれにもたびたび訪れて長期滞在しているが、特にこのマリャーンスケー・ラーズニェにはゲーテの滞在した家が遺り、銅像が建てられている。
ベチョヴ・ナド・テプロウ (Bečov nad Teplou)
ベチョヴ城
テプラー (Teplá)
修道院で名高い
シュヴィホフ (Švihov)
シュヴィホフの水城
ネツヴェスティツェ (Nezvěstice)
ネビーロヴィー城
シュターフラヴィー (Štáhlavy)
コゼル城
ホジョヴィツェ (Hořovice)
ホージョヴィス城
ズディツェ (Zdice)
ゼブラーク城、トチュニーク城
クジヴォクラート (Křivoklát)
クジヴォクラート城
カレルシュテイン (Karlštejn)
カール4世が神聖ローマ帝国の宝物庫として14世紀半ばに建造した城。二つの大きな礼拝堂を持つ城で、特に巨大な聖十字架礼拝堂が印象的である。宝物類はプラハの聖ヴィート大聖堂に移されたため、ここでは見られないが、城自体の存在感は圧倒的である。
プラハ (Praha)
古城街道の終着点であり、チェコの首都。中世の面影が色濃く残る街として知られている。城は市街地とヴルタヴァ川をはさんだ向かい側の丘の上に豪壮な姿を見せている。この城はかつての城塞都市を城としたもので、日本人の感覚では城と言うよりも街そのものといった趣である。城内には『黄金の小径』と呼ばれる身分の低いものが住んだ住居跡なども遺されており、その一角にカフカやサイフェルトが住んでいたこともある。現在では大統領府が置かれており、いまだに統治機能を有した城である。
コモンズにプラハのページがあります。

## 参考図書
- 阿部謹也、若月伸一、沖島博美： 『ドイツ～チェコ古城街道』、新潮社、ISBN 4106020610、1997年、